# ريتشارد إف. بوست
ريتشارد إف. بوست (بالإنجليزية: Richard F. Post)‏ هو عالم نووي وفيزيائي أمريكي، ولد في 14 نوفمبر 1918 في بومونا في الولايات المتحدة، وتوفي في 7 أبريل 2015.